# Gouvernement Moreno I
Junte d'Andalousie
Díaz II Moreno II
Le gouvernement Moreno I (en espagnol : Primer Gobierno de Juan Manuel Moreno) est le gouvernement autonome d'Andalousie entre le 22 janvier 2019 et le 26 juillet 2022, sous la XIe législature du Parlement
Il est dirigé par le nouveau président conservateur Juan Manuel Moreno, dont le PP est arrivé deuxième aux élections parlementaires, et repose sur une coalition entre conservateurs et libéraux, bénéficiant du soutien extérieur de l'extrême droite nationaliste. Il succède au deuxième gouvernement de la socialiste Susana Díaz, constitué du seul PSOE.

## Historique du mandat
Ce gouvernement est dirigé par le nouveau président de la Junte d'Andalousie conservateur Juan Manuel Moreno. Il est constitué par une coalition de centre droit entre le Parti populaire (PP) et Ciudadanos (Cs). Ensemble, ils disposent de 47 députés sur 109, soit 43,1 % des sièges du Parlement. Il bénéficie du soutien sans participation de Vox, qui dispose de 12 députés.
Il est formé à la suite des élections parlementaires du 2 décembre 2018.
Il succède donc au cinquième gouvernement de la socialiste Susana Díaz, au pouvoir depuis 2013, constitué du seul Parti socialiste (PSOE) et soutenu de l'extérieur par Ciudadanos.

### Formation
Lors du scrutin parlementaire, la combinaison du fort recul enregistré par le Parti socialiste et l'émergence de Vox permettent pour la première fois de l'histoire démocratique andalouse d'envisager une alternance au profit des partis de centre droit et de droite.
Les négociations entre le PP et Cs commencent le 11 décembre suivant. Elles se concluent quinze jours plus tard autour d'un pacte programmatique de 90 mesures. Le contrat de coalition est ratifié par les dirigeants des deux partis le 9 janvier 2019, quelques heures avant la conclusion d'un pacte d'investiture entre le Parti populaire et Vox qui assure une majorité absolue de droite au sein du Parlement.
Le 16 janvier, Juanma Moreno obtient l'investiture du Parlement dès le premier tour de scrutin avec 59 voix favorables sur 109. Il est assermenté deux jours plus tard devant la présidente du Parlement, Marta Bosquet, en présence de Pablo Casado, Mariano Rajoy, Soraya Sáenz de Santamaría ou encore Manuel Chaves, le nouveau gouvernement prenant ses fonctions le 22 janvier.

## Composition
| Fonction | Nom | Nom                                                               | Parti |
| --- | --- | ----------------------------------------------------------------- | ----- |
| Président de la Junte |     | Juan Manuel Moreno Bonilla                                        | PP    |
| Vice-président Conseiller au Tourisme, à la Régénération, à la Justice et à l'Administration locale |     | Juan Antonio Marín Lozano                                         | Cs    |
| Conseiller à la Présidence, à l'Administration publique et à l'Intérieur |     | Elías Bendodo Benasayag                                           | PP    |
| Conseillère à l'Emploi, à la Formation et aux Travailleurs indépendants |     | Rocío Blanco Eguren                                               | Sans  |
| Conseiller aux Finances, à l'Industrie et à l'Énergie Conseiller aux Finances et aux Financements européens (03/09/2020)                                                                                   |     | José Alberto García Valera (jusqu'au 12/02/2019) Juan Bravo Baena | PP    |
| Conseiller à l'Éducation et aux Sports |     | Francisco Javier Imbroda Ortiz (mort le 03/04/2022)               | Sans  |
| Conseiller à l'Éducation et aux Sports |     | Manuel Alejandro Cardenete Flores (05/04/2022)                    | Cs    |
| Conseillère à l'Agriculture, à l'Élevage, à la Pêche et au Développement durable |     | María Carmen Crespo Díaz                                          | PP    |
| Conseiller à l'Économie, à la Recherche, aux Entreprises et à l'Enseignement supérieur Conseiller à la Transformation économique, à l'Industrie, à la Recherche et à l'Enseignement supérieur (03/09/2020) |     | Rogelio Velasco Pérez                                             | Sans  |
| Conseiller à la Santé et aux Familles |     | Jesús Ramón Aguirre Muñoz (jusqu'au 13/07/2022)                   | PP    |
| Conseillère à l'Égalité, aux Politiques sociales et à la Conciliation |     | Rocío Ruiz Domínguez                                              | Cs    |
| Conseillère à l'Équipement, aux Infrastructures et à l'Aménagement du territoire |     | María Francisca Carazo Villalonga                                 | PP    |
| Conseillère à la Culture et au Patrimoine historique |     | Patricia del Pozo Fernández                                       | PP    |